# Nikolos Muschelischwili
Nikolos Muschelischwili ([mʊsxɛlɪʃvɪlɪ];   georgisch ნიკოლოზ მუსხელიშვილი; englische Transkription Nikoloz Muskhelishvili; * 4. Februarjul. / 16. Februar 1891greg. in Tiflis; † 16. Juli 1976 ebenda) war ein georgischer Mathematiker. Er war Mitbegründer und erster Präsident der Georgischen Akademie der Wissenschaften.

## Leben
1914 schloss Muschelischwili ein Mathematikstudium an der Universität Sankt Petersburg ab. Von 1917 bis 1920 war er dort Assistenzprofessor. 1920 wechselte er an die Mathematische Fakultät der Staatlichen Universität Tiflis, wo er eine außerordentliche Professur übernahm. 1922 wurde er Professor in Tiflis.
1939 wurde er Mitglied der Sowjetischen Akademie der Wissenschaften. 1941 wurde er zum Präsidenten der neu gegründeten Georgischen Akademie der Wissenschaften gewählt. 1972 gab er das Amt auf. Die Akademie ernannte ihn zum Ehrenpräsidenten.
Er war Mitglied des Internationalen Komitees der Kongresse für angewandte Mechanik (1956), des Vorstands der Internationalen Vereinigung für theoretische und angewandte Mechanik (1960).
Muschelischwili verfasste wissenschaftliche Arbeiten über singuläre Integralgleichungen, mathematische Physik und Elastizitätstheorie.
Nach seinem Tode wurde er auf dem Pantheon am Berg Mtazminda in Tiflis beigesetzt.

## Auszeichnungen
Muschelischwili erhielt den Stalinpreis (1941 und 1947), den Orden des Roten Banners der Arbeit (1944), den Leninorden (1941, 1945, 1953, 1961, 1966, 1975), den Orden Held der sozialistischen Arbeit (1945) und den Orden der Oktoberrevolution (1971), sowie Medaille „Für die Verteidigung des Kaukasus“.
1969 wurde er mit dem Modesto-Panetti-Preis der Turiner Akademie der Wissenschaften ausgezeichnet, 1970 erhielt er die Jan-Jessenius-Goldmedaille der Slowakischen Akademie der Wissenschaften, 1972 die Lomonossow-Goldmedaille.
Die Staatliche Technische Universität Kutaissi trägt heute seinen Namen.

## Schriften
- Some basic problems of the mathematical theory of elasticity : fundamental equations, plane theory of elasticity, torsion, and bending. Übersetzung aus dem Russischen J. R. M. Radok. P. Noordhoff, Groningen 1953
- Singular integral equations. Moskau, 1946
- Singuläre Integralgleichungen. Randwertprobleme der Funktionentheorie und einige Anwendungen auf die mathematische Physik. Akademie Verlag, Berlin 1971
- Einige Grundaufgaben zur mathematischen Elastizitätstheorie. VEB Fachbuchverlag, Leipzig 1971